# Little Ned
Little Ned è un cortometraggio muto del 1913 prodotto e diretto da Theodore Wharton. Il film fu prodotto dalla Essanay Film Manufacturing Company di Chicago e venne interpretato da Francis X. Bushman.

## Produzione
Il film fu prodotto dalla Essanay Film Manufacturing Company. Venne girato a Ithaca, nello stato di New York.